# Juri Sergejewitsch Moltschan
Juri Sergejewitsch Moltschan (russisch Юрий Сергеевич Молчан; * 8. April 1983 in Tiraspol, Moldauische SSR) ist ein ehemaliger russischer Florettfechter.

## Erfolge
Juri Moltschan wurde 2004 in Kopenhagen mit der Mannschaft Europameister und gewann mit ihr  2006 in Izmir zudem Bronze. Er nahm an den Olympischen Spielen 2004 in Athen teil, bei denen er im Mannschaftswettbewerb nach einem Sieg gegen Griechenland in der ersten Runde gegen Italien im Halbfinale unterlag. Im Gefecht um Bronze setzte er sich gemeinsam mit Renal Ganejew, Ruslan Nassibullin und Wjatscheslaw Posdnjakow gegen die Vereinigten Staaten knapp mit 45:44 durch. In der Einzelkonkurrenz belegte er den 25. Rang.